# Stenalcidia dimidiaria
Stenalcidia dimidiaria är en fjärilsart som beskrevs av Achille Guenée 1858. Stenalcidia dimidiaria ingår i släktet Stenalcidia och familjen mätare. Inga underarter finns listade i Catalogue of Life.